# Endogone lactiflua
Endogone lactiflua är en svampart som beskrevs av Berk. 1846. Endogone lactiflua ingår i släktet Endogone och familjen Endogonaceae.   Inga underarter finns listade i Catalogue of Life.